# Clisthène (Sicyone)
Pour les articles homonymes, voir Clisthène.
 (avril 2017).
Si vous disposez d'ouvrages ou d'articles de référence ou si vous connaissez des sites web de qualité traitant du thème abordé ici, merci de compléter l'article en donnant les références utiles à sa vérifiabilité et en les liant à la section « Notes et références ».
Clisthène de Sicyone  (VIIe – VIe siècles av. J.-C.) était l'un des tyrans de la cité de Sicyone issu de la dynastie des Orthagorides, sans doute le plus connu. Hérodote l'évoque dans ses Histoires (livre V). Il est le grand-père du bien plus fameux Clisthène l'Athénien qui réforma la démocratie athénienne et le trisaïeul d'Agaristé, mère de Périclès.

## Histoire
Clisthène souhaitait chasser de sa ville le héros poliade Adraste. Il alla consulter la Pythie de Delphes pour obtenir son accord mais celle-ci, hostile au régime des tyrans, lui répondit qu'Adraste était le roi de Sicyone, et lui un misérable à lapider. C'est donc contre l'avis de la Pythie que Clisthène remplace tout de même le culte d’Adraste par celui à Mélanippos, ennemi juré d'Adraste. De même, les chœurs tragiques qui étaient destinés à Adraste furent transférés au culte à Dionysos, divinité populaire. Comme la plupart des tyrans grecs, Clisthène de Sicyone a contribué à démocratiser la religion. L’historien Hérodote, dans ses Histoires, rapporte que le tyran de Sicyone, Clisthène, introduisit dans sa ville un culte héroïque en l'honneur de Mélanippos, afin de dépouiller de ses honneurs le héros qui y était jusque-là révéré principalement, celui d'Adraste, roi d'Argos et héros de l'expédition des Sept mais ayant combattu dans le camp adverse : Clisthène, qui était alors en guerre contre Argos, refusait de laisser un culte héroïque en l'honneur d'un Argien dans sa ville.
Clisthène est un des tout premiers à avoir imposé l'anadasmos (partage des terres). Il est aussi dit avoir organisé un concours pour obtenir la main de sa fille Agaristé ; les deux principaux concurrents étaient l'alcméonide Mégaclès et Hippoclidès. Hippoclidès s'étant ridiculisé en dansant en état d'ivresse devant Clisthène, c'est Mégaclès qui obtint le prix.